# Ralph Grüneberger
Ralph Grüneberger (* 16. Februar 1951 in Leipzig) ist ein deutscher Schriftsteller und Lyriker.

## Leben
Nach dem Abschluss einer Fräserlehre und verschiedenen kaufmännischen Tätigkeiten studierte Ralph Grüneberger am Literaturinstitut „Johannes R. Becher“ in Leipzig (1978–1982). Von 1990 bis 1991 absolvierte er ebendort einen Sonderkurs. Grüneberger nahm an zahlreichen Poesiefestivals (Korfu, Paris, Struga) teil. Seit 1978 publiziert Ralph Grüneberger Liedertexte, Lyrik, Prosa, Essays, Monographien, Literaturkritik, Hörbücher und Texte für Kinder.
Seit 1975 initiierte und organisierte er mehrere literarische Veranstaltungsreihen: u. a. Poetenladen (1975–1977), Dreieck: Prosa. Lyrik. Musik (1984–1992), Leipziger Sommernacht der Poesie (1997–2006), Sächsischer Literaturfrühling (1998, 1999, 2001–2006), die 1. Paternoster-Lesung der Welt (2002–2005), Lehmanns Lyriknacht (2008 und 2009), Tage der Poesie in Sachsen (Leipzig, 2010 und 2022, Erzgebirge, 2012, Zwickau 2015) sowie in Zusammenarbeit mit dem Verein zur Förderung der Leipziger Stadtbibliothek e. V. das Projekt 20 Jahre – 20 Bücher (2010). Von 2013 bis 2022 leitete er die Reihe ZWIE SPRACHE, bei der in der Regel „Zwei Stimmen, zwei Schreibweisen, zwei Temperamente“ aufeinandertreffen und einander öffentlich Beachtung schenken.
Grüneberger veröffentlicht in Literaturzeitschriften, im Rundfunk und in Anthologien. Darüber hinaus ist er Mitherausgeber von Gedichtsammlungen und Kurator der Ausstellung gegen den strom. Schriftsteller und der Prager Frühling in Leipzig. 2003 schrieb er gemeinsam mit Gerhard Pötzsch das von MDR und RBB produzierte Feature Das sächsische Meer und erarbeitete 2007 gemeinsam mit Gerhard Pötzsch den Dokumentarfilm In jenem beharrlichen Sommer … in Ergänzung zum Ausstellungsthema, das sich der Stauseelesung von Leipzig widmete.
Viele seiner Gedichte wurden in mehrere Sprachen übersetzt. U. a. erschienen die Ausgaben der Amsterdam- und der Amerika-Gedichte jeweils zweisprachig. Grünebergers Gedichte und Liedtexte vertonten u. a. Reiner Bredemeyer, Walter Thomas Heyn und Maciej Żółtowski. In enger Zusammenarbeit mit den bildenden Künstlern Sighard Gille, Bettina Haller, Karl-Georg Hirsch, Katrin Kunert und Solomon Wija entstanden mehrere Künstlerbücher. Jüngste Veröffentlichung zur bildenden Kunst ist ein Gedichtzyklus zu Bildern von Gert Pötzschig.
Grüneberger ist seit dem Jahr 2000 Mitglied des PEN-Zentrums Deutschland. Von 1996 bis 2021 wirkte Ralph Grüneberger als Erster Vorsitzender der Gesellschaft für zeitgenössische Lyrik. In dieser Funktion initiierte er 2006 die Zeitschrift und Lyrikanthologie Poesiealbum neu und war von 2006 bis 2021 ihr Herausgeber.

## Auszeichnungen und Stipendien (Auswahl)
- 1986: Debütpreis des Schriftstellerverbandes der DDR
- 1994: Stipendium des Landes Niedersachsen Künstlerhof Schreyahn
- 1997: Stipendium Künstlerhaus Schloss Wiepersdorf des Freistaates Sachsen
- 1997: Stipendium des VCCA mit Unterstützung des Auswärtigen Amtes (USA)
- 1998: Amsterdam-Stipendium der Kulturstiftung Niederlande-Deutschland
- 1999: Stipendium des VCCA mit Unterstützung des Goethe-Instituts Washington (USA)
- 2000: Stipendium Studio International der Denkmalschmiede Höfgen
- 2001: Stipendium im VCCA mit Unterstützung des Sweet Briar College (USA)
- 2002: Amsterdam-Stipendium der Kulturstiftung Niederlande-Deutschland
- 2005: Stipendium Studio International der Denkmalschmiede Höfgen
- 2006: Literaturpreis des Irseer Pegasus (2. Preis)
- 2006: Stipendium des Landes Niedersachsen Künstlerhof Schreyahn
- 2006: Menantes-Literaturpreis für erotische Dichtung[1]
- 2012: Stipendium der Kulturstiftung des Freistaates Sachsen Denkmalschmiede Höfgen
- 2017: Stipendium der Kulturstiftung des Freistaates Sachsen VerArtis Pécs, Ungarn
- 2022: Stipendium des Kulturamtes der Stadt Leipzig
- 2025: Stipendium im Internationalen Haus der Schriftsteller und Übersetzer in Ventspils, Lettland

## Werke
- Poesiealbum 198. Gedichte. Verlag Neues Leben, Berlin 1984.
- Frühstück im Stehen. Halle [u. a.] 1986.
- Stadt. Name. Land. Halle [u. a.] 1989.
- 3 × Leipzig. Stadtführer. Köln 1990.
- Die Risse in der Liebe der Bewohner. Pfaffenweiler Presse, Pfaffenweiler 1993.
- Dieselbe Straße, ein anderes Land. Magdeburg 1996.
- Mitlesebuch 27. Gedichte. Aphaia Verlag, Berlin 1997.
- Frühlingswinter. Berlin 1998.
- The mystery is: you are and you are not. Berlin 1999.
- Prosaminiaturen in: Gerhard Weber, Die Leute im Dorf Erlln, Kaditzsch 2000.
- Blühende Landschaft. Dresden 2001.
- Niemandslicht. Leipzig 2001.
- Essay in: Gerhard Weber, Colditzer Familienporträts, Kaditzsch 2002.
- Über das Ziel hinaus. Leipzig 2002.
- Misthaufenfahren. Auf den Tattoos der Männer. Leipzig 2003.
- Der Porträtist Norbert Wagenbrett. Monographie. Leipzig 2004.
- Das Karussell schläft auch. Kinderbuch (mit Sylvia Graupner). Leipzig 2005.
- Die Sonne steht über Nimbschen (mit Gerhard Weber). Leipzig 2005.
- Leipzig – Poetische Ansichten. Foto-/Textbuch (mit Sigrid Schmidt). Beucha 2006.
- Politessenblut. Männergeschichten, Leipzig 2006.
- In’t Vondelpark op Koninginnedag. Leipzig 2007.
- Heinz Müller – immer wieder neu sehen. Monographie. Leipzig 2008.
- Blickwechsel – TramGeschichten. Leipzig 2009.
- Wunder ganz in der Nähe, Text/Hörbuch, Leipzig 2010 (gemeinsam mit Wolfgang Rischer).
- Der Maler und das Mädchen. Märchen. Hörbuch. Leipzig 2011.
- Ich habe die Schönheit gesehen. Liebesgedichte in 4 Sprachen. Leipzig 2011.
- Bunte Pleite. Nachrichten aus der Provinz. Gedichte 1986–2010. Bucha bei Jena 2011.
- Liebe Freiheit Mann & Frau. Ein Lesebuch. Geschichten, Gedichte, Aufsätze zu Kunst und Literatur. Grafik: Sighard Gille. Herausgegeben von Manfred Jendryschik. Halle/Sa. 2012.
- Gert Pötzschig. Den Blick zu haben. Monographie, Halle/Sa. 2013.
- Die Ruhe einer Sekunde. Künstlergeschichten. Bucha bei Jena 2015.
- Mit Mick Jagger in Plagwitz. Leipzig-Gedichte. Mit Zeichnungen von Heinz Müller, Leipzig 2015, ISBN 978-3-937264-09-7.
- Die Saison ist eröffnet. Neue Gedichte mit Illustrationen von Karl Oppermann und einem Nachwort von Norbert Schaffeld. Oschersleben 2016.
- Bienen über Brooklyn. Texte zu Amerika 1997–2016. Hörbuch: Leipzig 2016.
- Bienen über Brooklyn. LyrikHeft Nr. 20, Sonnenberg-Presse, Chemnitz 2016.
- Leipziger Liederbuch (mit Walter Thomas Heyn). Mit 2 CDs. Leipzig 2017.
- Herbstjahr. Roman. Gmeiner-Verlag, Meßkirch 2019, ISBN 978-3839224-83-0.
- Leipziger Geschichten. Gmeiner-Verlag, Meßkirch 2020. ISBN 978-3-8392-2608-7
- Enthält Kunstplatzierung. Gedichte & Miniaturen zur bildenden Kunst, Leipzig 2021
- Lisa, siebzehn, alleinerzogen. Roman. Gmeiner-Verlag, Meßkirch 2022. ISBN 978-3-8392-0169-5/ Print und E-Book
- Lieblingsplätze Sachsen. Kulturführer. Gmeiner-Verlag, Meßkirch 2022. ISBN 978-3-8392-2626-1 / Print und E-Book
- Gedichtzyklus in: Poetzschig. Die anderen Bilder. Passage Verlag, Leipzig 2023. ISBN 978-3-95415-137-0
- Robert und der elfte Apfel. Kinderbuch. Mirabilis Verlag, Klipphausen/Miltitz 2025. ISBN 978-3-947857-26-5
- Über sieben Brücken … Helmut Richter. Schriftsteller, Lyriker, Liedautor. Mitteldeutscher Verlag, Halle 2025. ISBN 978-3-96311-978-1

## Herausgabe
- Demonteure. Biographien des Leipziger Herbst (mit Bernd Lindner). Bielefeld 1992.
- Fast hätte er das Flugzeug erwürgt, damit ich bliebe (mit Norbert Weiß). Dresden 1999.
- Schreibwetter (mit Sylvia Gösel und Christel Hartinger). Leipzig 2002.
- Poesiealbum neu, anthologische Literaturzeitschrift, Leipzig 2007–2021, einschließlich Sonderausgaben
- Auf Buchfühlung. Die Schullesung. Leipzig 2022

## Film und Rundfunk
- Das sächsische Meer (mit Gerhard Pötzsch). MDR 2002.
- In jenem beharrlichen Sommer ... (mit Gerhard Pötzsch). Dokumentar-Film zur Stauseelesung von Leipzig. 2005.
- 9. Oktober 1989 / Keine Gewalt, Gedichtfilm von Milton Kam (USA) 2018 https://vimeo.com/285810513
- Eine Brücke wie keine andere (mit Patrick Wenig, Jörg Schneider und Axel Thielmann); Filmessay zur Leipziger Könneritzbrücke, 2020
- Über sieben Brücken. Helmut Richter, ein Filmporträt (mit Bert Grüneberger). Dokumentar-Film. Leipzig 2024

## Sekundärliteratur
- Ralph Grüneberger. In: Kürschners Deutscher Literatur-Kalender, verschiedene Jahrgänge
- in: Karen Leeder: Breaking Boundaries: A New Generation of Poets in the Gdr (Oxford Modern Languages & Literature Monographs), Oxford 1996
- in: Horst Riedel: Stadtlexikon Leipzig von A bis Z. Pro Leipzig
- in: Autorenlexikon P.E.N. Deutschland, verschiedene Jahrgänge
- in: Literaturlexikon Walther Killy